# Östliche Philosophie
Als östliche Philosophie wird gemeinhin die Philosophie Asiens, insbesondere die des chinesischen, indischen und japanischen Kulturraumes verstanden. Die Blütezeit der östlichen Philosophie stellt nach Karl Jaspers die von ihm so bezeichnete „Achsenzeit“ (800–200 v. Chr.) dar. Hier entwickelten sich die geschichtsmächtig gewordenen Denktraditionen des Konfuzianismus, Daoismus und Buddhismus.
Mit dem Hinduismus standen diese Traditionen später besonders im Norden des indischen Subkontinents in einem spannungsreichen Verhältnis zum Islam.
Es gelingt immer nur ansatzweise, allgemeine Strömungen darzustellen, die als östliche Philosophie gelten können. Zu verschieden und reichhaltig ist die über mindestens drei Jahrtausende rekonstruierbare Kultur und Philosophie des Ostens. In der Auseinandersetzung mit ihr bestimmte die sogenannte westliche Philosophie immer wieder auch ihr eigenes Selbstverständnis.

## China
Die Anfänge der chinesischen Philosophie reichen bis weit in das zweite vorchristliche Jahrtausend zurück. Zu ihren zentralen Fragestellungen gehörte von jeher die Ordnung des Kosmos wie auch die Stellung des Menschen in ihm. Sehr alt ist die Lehre vom Urprinzip Dao sowie dem der Welt immanenten Gegensatz von Yin und Yang. Später entwickelten sich auf ihrer Grundlage zahlreiche Lehren, von denen die bekanntesten der Konfuzianismus, der Daoismus und der Legalismus sind. Stets waren ausgeprägte synkretistische Tendenzen zu beobachten, in deren Rahmen teilweise auch von außen importierte Lehren wie der Buddhismus mitaufgenommen und sinisiert wurden. Aufgrund teilweise völlig unterschiedlicher Paradigmen, Fragestellungen und Herangehensweisen wird teilweise bezweifelt, ob die chinesischen Denktraditionen überhaupt als Philosophie im Sinne der westlichen Tradition angesehen werden können.

## Indien
Seit der Zeit der Upanishaden (9.–6. Jh. v. Chr.) kann man in Indien von einer entwickelten Philosophie sprechen. Die Ursprünge reichen jedoch in das 2. vorchristliche Jahrtausend zurück. Zentrale Themen bilden Samsara (Wiedergeburt), Karma ("Gesetz der Tat") und Dharma (kosmische Ordnung).
Von den sechs orthodoxen indischen Systemen (d. h. die die Autorität des Veda anerkennen) sind Vedanta, Yoga und Samkhya die wichtigsten.
Zu den sogenannten heterodoxen Systemen zählen der Jainismus und die verschiedenen buddhistischen Schulen.

## Japan
Wie die generelle kulturelle Entwicklung Japans, so ist auch die dort entwickelte Philosophie ohne die maßgebliche Übernahme von Ideen zunächst des ostasiatischen Auslands bis ins 17. Jahrhundert, die nachfolgende und fast 200 Jahre andauernde Isolation Japans, sowie sein im 19. Jahrhundert einsetzendes Streben nach weltpolitischem Einfluss nicht zu erklären. Darüber hinaus stand die in Japan entwickelte Philosophie auch immer in engem Wechselverhältnis mit den innenpolitischen Machtkämpfen der säkularen und religiösen Autoritäten mit- und untereinander.
Gleichzeitig mit der Einführung der chinesischen Schrift wurden auch die darin verfassten chinesischen Schriften rezipiert, die in Japan daoistisches, konfuzianistisches und vor allem buddhistisches Gedankengut (vgl. Buddhismus in Japan) bekannt machten und von da an mit den indigenen religiösen Traditionen (siehe Shintō) in stark synkretistischer Weise das philosophische Denken in Japan mit jeweils unterschiedlichen Schwerpunkten bis in die Gegenwart bestimmten.